# مارکتو
مارکتو (انگلیسی: Marketo) شرکت نرم‌افزار آمریکایی است، که در سال ۲۰۰۶ تأسیس شد.